# Tantilla marcovani
Tantilla marcovani là một loài rắn trong họ Rắn nước. Loài này được De Lema mô tả khoa học đầu tiên năm 2004.